# Erechthias atririvis
Erechthias atririvis är en fjärilsart som beskrevs av Edward Meyrick 1931. Erechthias atririvis ingår i släktet Erechthias och familjen äkta malar. Inga underarter finns listade i Catalogue of Life.